# 马蹄潮蛛
马蹄潮蛛（学名：Hygropoda hippocrepiforma）为盗蛛科潮蛛属的动物。在中国大陆，分布于云南等地。该物种的模式产地在云南。